# Chelonoidis phantasticus
Espèce
Synonymes
- Chelonoidis nigra phantastica (Van Denburgh, 1907)[1]
- Chelonoidis phantastica (Van Denburgh, 1907)[1]
- Testudo phantasticus Van Denburgh, 1907[1]

Statut CITES
Statut de conservation UICN

 CR  : 
En danger critique
Chelonoidis phantasticus est une espèce de tortues géantes, de la famille des Testudinidae.

## Répartition
Cette espèce est endémique de l'île Fernandina, aux Galápagos.
Alors que l'espèce était considérée comme éteinte depuis une centaine d'années, une femelle adulte (surnommée Fernanda) a été découverte en février 2019 sur l'île et authentifiée en 2022. Sa population est estimée à une cinquantaine d’individus,.

Répartition des tortues géantes des Galápagos

## Taxonomie
Elle fait partie du complexe d'espèces des tortues géantes des Galápagos. Elle est parfois considérée comme une sous-espèce de Chelonoidis nigra. Ayant été considéré comme éteinte, Chelonoidis phantasticus est un taxon Lazare.